# José Manuel de Ezpeleta
José Manuel Ignacio Timoteo de Ezpeleta Galdeano Dicastillo y del Prado, conte di Ezpeleta de Beire (1739 – 1823), è stato un ufficiale e politico spagnolo, governatore di Cuba dal 1785 al 1789, e viceré della Nuova Granada dal 1789 al 1797.

## Governatore di Cuba
Cavaliere dell'Ordine di Carlo III, fu anche giudice del Sovrano Militare Ordine di Malta. Fu governatore del Consiglio Reale Supremo di Sua Maestà e consigliere di Stato, oltre che maresciallo dell'esercito.
Il 1º dicembre 1785 divenne governatore di Cuba. Mantenne l'incarico fino al 1789, quando fu promosso viceré della Nuova Granada.

## Viceré della New Granada
Durante il suo mandato si assistette alla nascita del giornalismo in Nuova Granada grazie a Manuel del Socorro Rodríguez, primo direttore del Papel Periódico a Bogotà. La rivista ebbe 265 uscite.
Ezpeleta fondò il primo teatro di Bogotá. Supportò i circoli letterari, a cui parteciparono alcuni dei futuri eroi dei movimenti indipendentisti. Nel 1794 Antonio Nariño pubblicò una traduzione della Rights of Man, per colpa della quale fu processato e dichiarato colpevole.
Come il predecessore, Ezpeleta tentò di incentivare l'industria mineraria di Mariquita, ma giunse alla conclusione che le spese erano troppo grandi rispetto al risultato. Promosse le missioni cattoliche come mezzo di pacificazione degli indigeni che non avevano accettato il dominio spagnolo, soprattutto degli Andakí.